# Mon amie Flicka (film)
Pour les articles homonymes, voir Flicka.
Série Flicka
Jupiter (1945)
Pour plus de détails, voir Fiche technique et Distribution.
Mon amie Flicka (My friend Flicka) est un film américain en Technicolor réalisé par Harold D. Schuster, sorti en 1943.
Il s'agit de l'adaptation du roman pour la jeunesse Mon amie Flicka (1941), premier tome de la trilogie à succès écrite par Mary O'Hara.
Les films suivants sont : Jupiter (1945) et Alerte au ranch (1948).

## Synopsis
Kenneth McLaughlin est un garçon de dix ans qui vit avec sa famille dans un ranch du Wyoming. Il rentre chez lui pour l'été après de longs mois de pensionnat et retrouve les paysages du Wyoming qu'il adore ainsi que les chevaux que sa famille élève. Son rêve est de posséder un cheval à lui, mais son père refuse parce qu'il est trop rêveur et irresponsable. Lorsqu'il accepte enfin, Ken croise une bande de chevaux sauvages dans les plaines. Il tombe amoureux d'une pouliche  qu'il choisit et baptise Flicka. Sans ses congénères et sa liberté, la pouliche dépérit, tente de s'enfuir et tombe malade. Ken sacrifie tout pour gagner l'amitié de Flicka.

## Fiche technique
- Titre : Mon amie Flicka
- Titre original : My Friend Flicka
- Réalisation : Harold D. Schuster
- Scénario : Francis Edward Faragoh et Lillie Hayward, d'après le roman de Mary O'Hara : Mon amie Flicka (1941)
- Photographie : Dewey Wrigley
- Montage : Robert Fritch
- Musique : Alfred Newman
- Chef décorateur : Richard Day
- Production : Ralph Dietrich
- Société de production : 20th Century Fox Film Corporation
- Pays d’origine : États-Unis
- Langue : anglais
- Format : Couleur (Technicolor) - 1,37:1 - Mono
- Genre : Aventure animalière, Film pour la jeunesse
- Durée : 89 minutes
- Dates de sortie : 
  -  États-Unis : 26 mai 1943
  -  France : 3 mai 1950

## Distribution
- Roddy McDowall : Ken McLaughlin
- Preston Foster : Rob McLaughlin
- Rita Johnson : Nell McLaughlin
- James Bell : Gus
- Patti Hale (en) : Hildy (comme Diana Hale)
- Jeff Corey : Tim Murphy
- Arthur Loft : Charley Sargent (non crédité)
- Jimmy Aubrey : Miranda Koop (non crédité)

## Autres adaptations deMon amie Flicka
- Flicka, film inspiré du roman, sorti en 2006.
- Mon amie Flicka, série télévisée américaine diffusée aux États-Unis à partir de 1955 et en France à partir du 16 avril 1960 sur la première chaîne de l'ORTF.